# Cogoteada
Es un juego contemporáneo al pato, de origen gaucho, el cual puede estar considerado dentro de la faceta de las artes marciales, que está relacionado con la lucha, similar al sumo principalmente, según los cronistas no gauchos de la época de la decían cogoteada "esto se llama así a tan bárbaro pasatiempo". 
Este rudo deporte perteneciente a la República Argentina, se efectúa entre dos jinetes, que al  desafiarse frente a frente, arrancan en un escape (hacen galopar sus caballos), luego los hombres hacen pasar sus brazos derechos e izquierdos por la nuca o parte posterior de sus cuellos. A toda furia, se esfuerzan para derribarse recíprocamente ambos montados sobre el caballo, venciendo el que lo consigue.
- Datos: Q5966265